# 산청 서계서원
산청 서계서원(山淸 西溪書院)은 대한민국 경상남도 산청군 산청읍 지리에 있는, 덕계 오건 선생을 추모하기 위해 세운 서원이다.
1983년 7월 20일 경상남도의 문화재자료 제49호 서계서원으로 지정되었다가, 2018년 12월 20일 현재의 명칭으로 변경되었다.

## 개요
덕계 오건 선생을 추모하기 위해 세운 서원이다.
오건(1521∼1574) 선생은 효성이 지극하여 명종 4년(1549)에 예조로부터 포상을 받았다. 그는 조식·김인후·이황의 제자이며, 명종 13년(1558)년에 식년문과에 급제하여 여러 관직을 지냈다. 선조 5년(1572)에는 관직을 버리고 경상도 산음 덕계리로 낙향하여 여생을 지냈다.
서계서원은 조선 선조 39년(1606)에 지었으며, 숙종 3년(1677)에 ‘서계’라는 현판을 나라에서 하사 받아 사액서원이 되었다. 흥선대원군의 서원철폐령으로 고종 5년(1868)에 철거되었다가 1920년대 복원되었다.
서원의 구조는 솟을대문의 입덕루를 들어서면 왼편과 오른편에 동재·서재가 있다. 그 뒤편 중앙에 강당인 서계서원이 있으며, 강당 뒤로는 사당인 창덕사가 있다. 창덕사 안에는 덕계 오건 선생을 중심으로 하여 수오당 오공과 용호 박공의 위패를 모시고 있으며, 해마다 음력 4월 2일에 제사를 지내고 있다.

## 참고 문헌
- 산청 서계서원 - 국가유산청 국가유산포털